# Johann Michael Häusle
Johann Michael Häusle (* 28. Juli 1809 in Satteins; † 16. Januar 1867 in Wien) war ein österreichischer katholischer Theologe und Hofkaplan.

## Leben und Werk

### Herkunft und theologische Ausbildung
Häusle besuchte zuerst ein Gymnasium im Vorarlberg, ab 1825 das Lyzeum in Innsbruck. 1827 begann er das Theologiestudium im Priesterseminar Brixen, wo er von Regens Michael Feichter (1766–1832) geprägt wurde. Nach Beendigung des Studiums 1831 war er für die Priesterweihe zu jung und wirkte übergangsweise als Erzieher in der Familie des Grafen Trapp in Innsbruck, wo er sich mit dem Maler Gebhard Flatz anfreundete. Nach der Priesterweihe 1832 vermittelte ihn Fürstbischof Bernhard Galura 1833 zum vertieften Theologiestudium an das Frintaneum in Wien, von dem er 1836 als Lehrer für Kirchenrecht und Kirchengeschichte an das Seminar Brixen berufen wurde.

### Hofkaplan und liberaler Intellektueller vor und während der Märzrevolution
Schon 1838 wurde Häusle, wieder auf Empfehlung Bischof Galuras, Studiendirektor des Frintaneums und Hofkaplan in der K.u.k. Hof- und Burgpfarre. Zu seinen Schülern gehörte Franz Joseph Rudigier, späterer Bischof von Linz. In den Wiener Diskussionskreisen des Vormärz schloss sich Häusle der kirchlich liberalen Richtung Anton Günthers an, und als am 13. März 1848 die Revolution ausbrach, setzte er sich gegen den Josephinismus und für die Freiheit der Kirche ein und beantwortete die vom josephinischen Erzbischof Vincenz Eduard Milde erhobene Forderung an die Geistlichkeit nach Nichteinmischung in die politischen Angelegenheiten mit einer (unter dem Pseudonym Dr. J. Fehr erschienenen) Brandschrift mit dem Titel „Fragen an den Herrn Fürsterzbischof von Wien. Im Namen seines mundtoten Klerus niedergeschrieben am 19. März 1848. Zugleich ein Merkzeichen für alle österreichischen Bischöfe“. 

### Sprecher der Reformer
Die Aufhebung der Zensur und die Einführung der Pressefreiheit am 14. März 1848 ermunterte vornehmlich Teile des niederen Klerus zum Aufbegehren gegen das josephinische Staatskirchentum, in dem die geistliche Autorität der Kirche ganz im Dienste der Monarchie stand und Beziehungen zu Rom verboten waren. Dagegen forderte man die Trennung von Kirche und Staat, Reformen in der Priesterausbildung und regelmäßige Priesterversammlungen zur Diskussion über ein zeitgemäßes Kirchenwesen. Wortführer waren die Güntherianer Johann Emanuel Veith, Sebastian Brunner und Häusle. 150 Geistliche unterzeichneten eine von Häusle formulierte Eingabe an den auf Burg Kranichberg weilenden Bischof Milde um Genehmigung eines „Lese- und Besprechungsvereins“ des Klerus. Als Milde am 10. Juni solche Pastoralkonferenzen mit Hinweis auf die „Gefährlichkeit“ einer offenen Diskussion ablehnte und die Beobachtung der bestehenden Diözesanvorschriften vorschrieb, antwortete ihm Häusle am 24. August in der (am 15. April gegründeten) Wiener Kirchenzeitung für Glauben, Wissen, Freiheit und Gesetz in der katholischen Kirche (heute Der Sonntag) in sarkastischer Weise.

### Weitere Opposition gegen Bischof Milde. Wahl in den Gemeinderat
Als am 15. Mai 1848 nach dem Vorbild der deutschen Piusvereine in Wien der „Konstitutionelle Katholikenverein für Glaube, Freiheit und Gesittung“ ins Leben gerufen wurde, war Häusle einer der beiden geistlichen Konsulenten. Von Bischof Milde wurde der Verein ignoriert. Das auf Häusles Antrag hin gegründete Vereinsorgan „Aufwärts“ erschien bis zu seiner Aufhebung im Oktober in 30 Nummern. In einer weiteren Initiative verfasste Häusle im Juli 1848 eine (ungnädig aufgenommene) Adresse an Bischof Milde mit der Bitte um Rückkehr von Kranichberg nach Wien zwecks tatkräftigen Einschreitens für die Rechte der Kirche und des schutzlosen Klerus. Am 5. Oktober ließ er es zu, als ohne sein Wissen aufgestellter Kandidat im 2. Wiener Bezirk in den Gemeinderat gewählt zu werden (Amt ausgeübt bis 1850). 

### Der Publizist
Im Mai 1848 veröffentlichte Häusle in der Wiener Kirchenzeitung den Artikel „Zahme Fragen rücksichtlich einer Reform der theologischen Studien“, in dem er sich gegen den 75 Jahre alten josephinischen Studienplan  des Franz Stephan Rautenstrauch wandte, „geistlose Mischung von Jansenismus und Rationalismus“ (so der spätere Kardinal Anton Josef Gruscha). Am 29. Januar 1849 publizierte er den Aufsatz „Ein freimütiges Wort für die Reform der theologischen Studien in Österreich“, in dem er die Reform des Frintaneums und des theologischen Doktorats forderte. Zur Unterstützung solcher Bestrebungen gründete er 1850 zusammen mit  Josef Scheiner die Zeitschrift für die gesamte katholische Theologie, deren Erscheinen mit dem Jahrgang 1858 eingestellt wurde, da die römische Indizierung der Schriften Günthers ihr im Jahr 1857 die Grundlage entzog.

### Das Ende der geistlichen Karriere
Ab 1849 wurde ihm sein energisches Engagement für Reformen als Revolte gegen die kirchliche Autorität und Paktieren mit der Revolution ausgelegt, und er fiel bei Kaiser Franz Joseph I. in Ungnade. Zwar blieb er Hofkaplan und wurde 1860 zum Oberhofkaplan ernannt, doch musste er dreimal schmerzlich erleben, dass seine Karriere mit 40 Jahren an eine Glasdecke stieß. Am 16. Dezember 1849 verlor er sein Amt als Studiendirektor des Frintaneums. Am 6. Januar 1852 verweigerte ihm die Zensurbehörde die Weiterführung seines Amtes als Schriftleiter des Österreichischen Volksfreundes, dem Presseorgan des Katholikenvereins, der sich inzwischen in Severinus-Verein umbenannt hatte. Die Wahl zum Generalsekretär des Vereins am 30. März 1853 lehnte er daraufhin ab. Am 7. Oktober 1854 (Bischof Milde war inzwischen verstorben) bewarb er sich vertraulich bei seinem Freund Bischof Rudigier um ein freigewordenes Kanonikat in Linz. Rudigier versicherte ihn seiner Duzfreundschaft, schrieb aber auch: „Ich halte Dich zur fraglichen Stelle nicht für tauglich“.

### Das Universitätsmitglied
Im Mai 1848 wurde Häusle zum Doktor der Theologie promoviert. Entsprechend der mittelalterlichen Verfassung der Universität Wien wurde Häusle kraft Promotion Mitglied des sogenannten Doktorenkollegs, das wie das Professorenkolleg zur Fakultät gehörte, darin als eine Art Promotionsausschuss fungierte und einen eigenen Dekan wählte. 1855 wurde Häusle zum Dekan, 1860 zum ständigen Notar des Doktorenkollegs gewählt. Als solcher begründete er in einer Denkschrift von 160 Seiten den Charakter der Wiener Universität als ausschließlich katholisch.

### Der Enzyklopädist
Häusle schrieb zahlreiche Artikel für das von Benedikt Welte und Heinrich Joseph Wetzer herausgegebene Kirchen-Lexikon oder Encyclopädie der katholischen Theologie und ihrer Hilfswissenschaften (12 Bände. Freiburg im Breisgau 1847–1860), vor allem den umfangreichen Artikel „Wien, Erzbisthum und Universität“ (Bd. 11, S. 963–1078; Bd. 12, S. 1257–1307).

### Krankheit und Tod. Ehrungen
Häusle, der immer von schwacher Gesundheit gewesen war, stand 1852 wegen eines Nervenfiebers dem Tode nahe. Zwar erholte er sich wieder, doch zog er sich zunehmend aus dem öffentlichen Leben zurück. Eine Nichte führte ihm ab 1860 den Haushalt. Nach einem Schlaganfall 1866 starb er im Januar 1867 im Alter von 57 Jahren. Er war seit 1850 Bürger ehrenhalber der Stadt Wien.

## Werke
- „Wer nicht glaubt, ist schon gerichtet.“ Predigt am Patronats-Feste des Kranken-Institutes für Handlungs-Commis in Wien. Pfingstmontag, 12. Juni 1848. Wien 1848. (Google-Books)
- Die Majorität im gegenwärtigen Wiener Gemeinderathe. Wien 1849.
- Ein freimüthiges Wort für die Reform der theologischen Studien in Oesterreich. Wien 1849.
- (mit Franz Joseph von Buß) Tyrol und der Protestantismus. Freiburg 1860.
- (anonym) Der katholische Charakter der Wiener Universität. Eine Denkschrift der Theologischen Facultät. Wien 1863.
- Darf die Wiener Hochschule paritätisch werden? Nach einer vorgangigen Beleuchtung der sogenannten öffentlichen Meinung über diesen Gegenstand in hundert kurzen Schlussätzen beantwortet. Wien 1865, 2016.
- (mit Alban Stolz) Johannes Ronge in Wien oder: Der sogenannte Teutsch-Katholicismus. Wien 1868.